# Hindasakatte, Hiriyur
Hindasakatte là một làng thuộc tehsil Hiriyur, huyện Chitradurga, bang Karnataka, Ấn Độ.